# برخه‌ایک
برف‌اگ (به هلندی: Bergeijk) یک منطقهٔ مسکونی در هلند است که در برابانت شمالی واقع شده‌است. برف‌اگ ۳۲ متر بالاتر از سطح دریا واقع شده‌است.